# Criorhina bubulcus
Criorhina bubulcus är en tvåvingeart som först beskrevs av Walker 1849.  Criorhina bubulcus ingår i släktet pälsblomflugor, och familjen blomflugor. Inga underarter finns listade i Catalogue of Life.